# Европско првенство у атлетици на отвореном 2010 — троскок за жене
Такмичење у троскоку у женској конкуренцији на Европском првенству у атлетици 2010. у Барселони одржано је 29. и 31. јула на Олимпијском стадиону Луис Кампоманис.
Титулу освојену 2006. у Гетеборгу није браниила Татјана Лебедева из Русије.
На овом Првенству постигнут је најбољи европски резултат сезоне, 3 национална, 4 лична рекорда и 5 најбољих личних резултата сезоне.

## Земље учеснице
Учествовало је 24 такмичарки из 16 земаља.
1. Белгија (1)
2. Белорусија (2)
3. Бугарска (2)
4. Грчка (1)
5. Естонија (1)
6. Италија ( (1)
7. Немачка (1)
8. Норвешка (1)
9. Пољска (2)
10. Португалија (1)
11. Румунија (3)
12. Русија  (3)
13. Словачка (1)
14. Словенија (1)
15. Украјина (2)
16. Шпанија (1)

## Рекорди
| Рекорди пре почетка Европског првенства 2010.     | Рекорди пре почетка Европског првенства 2010. | Рекорди пре почетка Европског првенства 2010. | Рекорди пре почетка Европског првенства 2010. | Рекорди пре почетка Европског првенства 2010. |
| ------------------------------------------------- | --------------------------------------------- | --------------------------------------------- | --------------------------------------------- | --------------------------------------------- |
| Светски рекорд                                    | Инеса Кравец · Украјина                       | 15,50                                         | Гетеборг, Шведска                             | 10. август 1995                               |
| Европски рекорд                                   | Инеса Кравец · Украјина                       | 15,50                                         | Гетеборг, Шведска                             | 10. август 1995                               |
| Рекорди Европских првенстава                      | Татјана Лебедева · Русија                     | 15,15                                         | Гетеборг, Шведска                             | 9. август 2006                                |
| Светски рекорд сезоне                             | Јархелис Савињ · Куба                         | 15,09                                         | Монако,                                       | 22. јул 2010                                  |
| Европски рекорд сезоне                            | Олга Саладуха · Украјина                      | 14,78                                         | Јалта, Украјина                               | 29. мај 2010.                                 |
| Рекорди после завршетка Европског првенства 2010. |                                               |                                               |                                               |                                               |
| Европски рекорд сезоне                            | Олга Саладуха · Украјина                      | 14,81                                         | Барселона, Шпанија                            | 31. јул 2010.                                 |

### Најбољи европски резултати у 2010. години
Десет најбољих европских троскокашица 2010. године до почетка првенства (27. јуна 2010), имале су следећи пласман на европској и светској ранг листи. (СРЛ)
| 1.  | Олга Саладуха       | Украјина   | 14,78 | 29. мај  | 3. СРЛ  |
| 2.  | Надежда Аљохина     | Русија     | 14,77 | 15. јулј | 4. СРЛ  |
| 3.  | Ана Платих          | Русија     | 14,68 | 6. јун   | 5. СРЛ  |
| 4.  | Анастасија Пера     | Грчка      | 14,61 | 29. мај  | 6. СРЛ  |
| 5.  | Наталија Алексејева | Русија     | 14,55 | 12. јун  | 7. СРЛ  |
| 6.  | Светлана Бољшакова  | Белгија    | 14,53 | 19. јун  | 8. СРЛ  |
| 7.  | Петија Дачева       | Бугарска   | 14,45 | 26. јун  | 9. СРЛ  |
| 8.  | Јекатерина Чењенко  | Русија     | 14,42 | 15. јул  | 10. СРЛ |
| 9.  | Аделина Гаврила     | Румунија   | 14,41 | 16. јул  | 12. СРЛ |
| 10. | Ксенија Дзјацук     | Белорусија | 14,39 | 27. јун  | 13. СРЛ |

- Тачмичарке чија су имена подебљана учествовале су на ЕП 2010.

## Освајачи медаља
|                        |                           |                            |
| Олга Саладуха Украјина | Симона ла Мантија Италија | Светлана Бољшакова Белгија |

## Сатница
| Датум         | Време | Коло          |
| ------------- | ----- | ------------- |
| 29. јун 2012  | 12:30 | Квалификације |
| 31. јул 2012. | 19,10 | Финале        |

## Резултати

### Квалификације
Квалификациона норма је износила 14,20 метара. У финале се пласирало девет атлетичарки које су прескочиле норму (КВ), а три на основу постигнутог резултата (кв)
| Место | Група | Атлетичар           | Земља       | #1    | #2    | #3    | Резултат (в) | Белешка |
| ----- | ----- | ------------------- | ----------- | ----- | ----- | ----- | ------------ | ------- |
| 1.    | А     | Надежда Аљохина     | Русија      | 14,03 | 14,18 | 14,93 | 14,93 (3,7)  | КВ      |
| 2.    | А     | Дана Велдјакова     | Словачка    | х     | 14,11 | 14,59 | 14,59 (0,1)  | КВ      |
| 3.    | Б     | Олга Саладуха       | Украјина    | 14,49 |       |       | 14,49 (2,1)  | КВ      |
| 4.    | А     | Аделина Гаврила     | Румунија    | 14,48 |       |       | 14,48 (0,4)  | КВ, ЛРС |
| 5.    | Б     | Снежана Родич       | Словенија   | 14,47 |       |       | 14,47 (1,5)  | КВ, ЛР  |
| 6.    | Б     | Малгожата Трибањска | Пољска      | 14,44 |       |       | 14,44 (1,8)  | КВ, НР  |
| 7.    | Б     | Светлана Бољшакова  | Белгија     | 14,03 | 13,87 | 14,33 | 14,33 (-0,3) | КВ      |
| 8.    | А     | Наталија Вјаткина   | Белорусија  | х     | 14,30 |       | 14,30 (1,8)  | КВ      |
| 9.    | А     | Атанасија Пера      | Грчка       | 14,14 | 14,18 | 14.25 | 14,25 (0,0)  | КВ      |
| 10.   | А     | Симона ла Мантија   | Италија     | 13,83 | 14,16 | 14,10 | 14,16 (-0,7) | кв      |
| 11.   | А     | Патрисија Мамона    | Португалија | 13,69 | х     | 14,12 | 14,12 (1,7)  | кв, НР  |
| 12.   | Б     | Алсу Муртазина      | Русија      | 14,00 | 14,07 | 11,72 | 14,07 (1,1)  | ЛРС     |
| 13.   | А     | Лилија Кулик        | Украјина    | х     | 13,81 | 14,04 | 14,04 (-0,2) |         |
| 14.   | Б     | Кармен Тома         | Румунија    | 13,92 | х     | 14,03 | 14,03 (1,2)  | ЛРС     |
| 15.   | А     | Ана Јагаћак         | Пољска      | х     | 13,85 | 14,03 | 14,03 (2,0)  |         |
| 16.   | Б     | Ксенија Дзјацук     | Белорусија  | х     | 13,94 | 14,01 | 14,01(1,2)   |         |
| 17.   | Б     | Вера Баранова       | Естонија    | 13,97 | х     | 13,48 | 13,97 (4,0)  |         |
| 18.   | Б     | Андријана Банова    | Бугарска    | 13,95 | 13,94 | х     | 13,95 (0,9)  |         |
| 19.   | Б     | Наталија Кутјакова  | Русија      | 13,13 | 13,94 | 13,65 | 13,94 (0,5)  |         |
| 20.   | Б     | Ингер Ане Фројседал | Норвешка    | 13,51 | х     | 13,22 | 13,51 (0,3)  |         |
| 21.   | А     | Патрисија Сарапио   | Шпанија     | х     | х     | 13,21 | 13,21 (1,1)  |         |
| 22.   | Б     | Алина Елена Попеску | Румунија    | 13,47 | 13,54 | 13,58 | 13,58 (1,3)  |         |
| —     | А     | Петија Дачева       | Бугарска    | х     | х     | х     | БП           |         |
| —     | Б     | Катја Демут         | Немачка     | х     | х     | х     | БП           |         |

### Финале
| Место | Атлетичарка         | Земља       | #1    | #2    | #3    | #4    | #5    | #6    | Резултат (в) | Белешка |
| ----- | ------------------- | ----------- | ----- | ----- | ----- | ----- | ----- | ----- | ------------ | ------- |
|       | Олга Саладуха       | Украјина    | х     | 14,62 | 14,80 | х     | 14,81 | 14,71 | 14,81 (1,1)  | ЕРС     |
|       | Симона ла Мантија   | Италија     | 14,56 | х     | 13,97 | 14,21 | х     | х     | 14,56 (-0,1) | ЛРС     |
|       | Светлана Бољшакова  | Белгија     | 13,77 | 14,39 | 14,55 | х     | 14,39 | 14,08 | 14,55 (2,0)  | НР      |
| 4.    | Надежда Аљохина     | Русија      | 14,10 | 14,40 | 14,21 | 14,45 | 11,90 | 14,31 | 14,45 (3,0)  |         |
| 5.    | Аделина Гаврила     | Румунија    | 14,24 | 14,33 | 14,18 | 14,15 | 14,07 | 14,15 | 14,33 (2,5)  |         |
| 6.    | Снежана Родич       | Словенија   | 14,15 | 14,32 | 14,09 | х     | х     | 14.25 | 14,32 (1,3)  |         |
| 7.    | Дана Велдјакова     | Словачка    | 14,12 | 12,54 | 14,16 | 13,72 | 14,08 | х     | 14,16 (1,1)  |         |
| 8.    | Патрисија Мамона    | Португалија | 14,07 | 13,50 | 13,75 | х     | 13,75 | 14,02 | 14,07 (0,0)  |         |
| 9.    | Наталија Вјаткина   | Белорусија  | х     | 13,85 | 13,94 |       |       |       | 13,94 (1,8)  |         |
| 10.   | Атанасија Пера      | Грчка       | х     | 13,62 | 13,83 |       |       |       | 13,83 (2,8)  |         |
| 11.   | Малгожата Трибањска | Пољска      | х     | 13.81 | 13,82 |       |       |       | 13,82 (0,4)  |         |
| 12.   | Алсу Муртазина      | Русија      | 13,65 | 13,41 | х     |       |       |       | 13,65 (-0,1) |         |